# Museo Arqueológico de Veria
El Museo Arqueológico de Veria es un museo de Grecia ubicado en Veria, perteneciente a la región de Macedonia Central. 

## Historia del museo
Este museo se empezó a construir a principios de la década de 1960 y quedó finalizado en 1965. En principio contenía hallazgos del periodo neolítico de Nea Nikomedia además de dos salas con objetos de los periodos helenístico y romano, pero a principios de la década de 1990 se retiraron las piezas prehistóricas y se añadieron otras del periodo helenístico. Está pendiente una nueva organización de la exposición que recupere los objetos prehistóricos que fueron llevados a los almacenes del museo.

## Colecciones
El museo contiene una colección de objetos de la unidad periférica de Emacia que pertenecen principalmente a los periodos helenístico y romano, aunque los almacenes albergan también hallazgos del neolítico y de la Edad del Hierro. 
Se distribuye en tres salas de exposición y un patio ajardinado. Una de ellas alberga las piezas procedentes de las necrópolis del periodo helenístico, que incluyen principalmente cerámica, armas y joyas, así como una reproducción de una tumba abovedada de Veria; otra sala expone otros hallazgos del periodo helenístico, como inscripciones, cerámica, estatuas y figurillas y una tercera sala se centra en la época romana, de la que exhibe una serie de obras escultóricas, figurillas, recipientes de cristal y joyas. En el patio del museo se ha construido recientemente una estructura metálica alargada donde se exponen estelas y monumentos funerarios, y también inscripciones.
Entre los objetos más destacados figura una cratera de figuras rojas de Kerch de mediados del siglo IV a. C. Del periodo helenístico son importantes una columna con una inscripción de normas para el funcionamiento del gimnasio; la estela funeraria de Adeas —nombre del difunto a quien estaba dedicada—, una espada de mango criselefantino, y una estatuilla de Afrodita. De la época romana destacan la estela funeraria de Paterino —nombre del difunto a quien estaba dedicada— y un busto de Olganos —una divinidad fluvial.
|                                              |
| Grupo escultórico de un cazador de jabalíes. |

|                   |
| Hidria de bronce. |

|                   |
| Busto de Olganos. |